# 常陸太田市市民バス
常陸太田市市民バス（ひたちおおたししみんバス）は、かつて茨城県常陸太田市が運行していたコミュニティバスである。茨城交通と日立電鉄交通サービスに運行を委託していた。
段階的に路線廃止され、2022年（令和4年）4月1日のダイヤ改正によるFコース廃止をもって、全コースが廃止された。廃止後は一部区間が茨城交通の一般路線バスとして運行継続している。

## 運賃
市民バスの運賃は以下のとおりであった。
- 小学生以上：200円
- 未就学児・障害者：無料
- 75歳以上の高齢者：運賃半額

## 路線
2016年（平成28年）10月1日より、市民バスの一部の運行は見直しをされた公共交通（一般路線バスなど）によって引き継がれた。

### Aコース（西河内方面）
- 総合福祉会館 - 太田駅前 - 内堀町 - 市役所 - はたそめ団地 - 白羽町根本 - 春友 - 町屋中央 - 逆久保上

水・土曜運転。

### Bコース（大門方面）
- 総合福祉会館 - 太田駅前 - 内堀町 - 市役所 - 馬場八幡 - 増井 - 大門 - 大間ヶ沢

月・木曜運転。

### Cコース（幸久・松栄・佐竹方面）
- 総合福祉会館 - 太田駅前 - 谷河原十字路 - 佐竹南台中央 - 松栄 - 小島中小鶴 - 粟原公民館前 - 下河合 - 太田駅前 - 内堀町 - 市役所 - 太田駅前 - 総合福祉会館

火・金曜運転。

### Dコース（真弓・高貫方面）
- 大森 - 東真弓 - 亀作上 - 高貫下坪 - 幡 - 市役所 - 内堀町 - 太田駅前 - 総合福祉会館

月・木曜運転。2019年（平成31年）4月1日廃止。

### Eコース（大森・岡田方面）
- 丹奈団地 - 真弓ヶ丘 - 田崎 - 大森元内 - 岡田 - 太田駅前 - 市役所 - 内堀町 - 太田駅前 - 総合福祉会館

火・金曜運転。2019年（平成31年）4月1日廃止。

### Fコース（堅磐・新沼・西バイパス方面）
- 新沼 - 堅磐 - 落合町 - 沢目仲 - 小沢 - 太田駅前 - 市役所 - 内堀町 - 太田駅前 - 総合福祉会館 - 温水プール - 増井 - 市役所 - 太田駅前 - 総合福祉会館

水・土曜運転。2022年（令和4年）4月1日廃止。

### Gコース（金砂・花房方面）
- 上宮田代 - 上利員公民館 - 金砂郷支所 - 花房中 - 新地下 - 大里コミュニティセンター前 - 藤田十字路 - 稲木 - 総合福祉会館 - 太田駅前 - 市役所 - 内堀町 - 太田駅前 - 総合福祉会館

火・金曜運転。

### H-1コース（水府高倉方面）
- 入合 - 下高倉 - 天下野坂本 - 水府支所 - 松平 - 玉造 - 一高前 - 市役所 - 内堀町 - 太田駅前 - 総合福祉会館

月曜運転。

### H-2コース（水府東染方面）
- 東染明神 - 東染 - 中染 - 水府支所 - 松平 - 玉造 - 一高前 - 市役所 - 内堀町 - 太田駅前 - 総合福祉会館

木曜運転。

### Iコース（里美方面）
- 漆平 - 里川宿 - 里川入口 - 小妻宿上 - 里美支所 - 賀美小学校前 - 上深荻 - 春友 - 瑞竜十文字 - 市役所 - 内堀町 - 太田駅前 - 総合福祉会館

火・金曜運転。

### Jコース（赤土・棚谷方面）
- 大藪 - 荻の窪 - 棚谷入口 - 上岩手 - 玉造十文字 - 久米十文字 - 一高前 - 市役所 - 内堀町 - 太田駅前 - 総合福祉会館

水・土曜運転。

## 市民バス以外の市の交通
常陸太田市では「常陸太田市市民バス」の他に、以下の公共交通も運営している。
- 患者輸送バス「みどり号」[3]
- 常陸太田市乗合タクシー（予約制乗合タクシー）[4]